# Satnica Đakovačka
Satnica Đakovačka (maďarsky Szatnica) je vesnice a správní středisko stejnojmenné opčiny v Chorvatsku v Osijecko-baranjské župě. Nachází se na úpatí pohoří Dilj, asi 3 km severozápadně od Đakova a asi 36 km jihozápadně od Osijeku. V roce 2011 žilo v celé opčině 2 123 obyvatel, z toho 1 432 v Satnici Đakovačké a 691 v připadající vesnici Gašinci.
Opčinou prochází dálnice A5, státní silnice D515 a župní silnice Ž4128 a Ž4129.